# Polska Formuła Mondial Sezon 1989
Polska Formuła Mondial Sezon 1989 – pierwszy sezon Polskiej Formuły Mondial. Mistrzem został Andrzej Wojciechowski (Promot III).

## Kalendarz wyścigów
| Runda | Data               | Tor    | Pole position         | Najszybsze okrążenie  | Zwycięzca (kierowcy)  | Zwycięzca (zespoły)  |
| ----- | ------------------ | ------ | --------------------- | --------------------- | --------------------- | -------------------- |
| 1     | 6–7 maja           | Kielce | Andrzej Wojciechowski | Andrzej Wojciechowski | Andrzej Wojciechowski | Automobilklub Śląski |
| 2     | 20–21 maja         | Poznań | Hans-Dieter Kessler   | ?                     | Hans-Dieter Kessler   | Kali Merkers         |
| 3     | 2–3 września       | Toruń  | Ulli Melkus           | ?                     | Ulli Melkus           | MC Dresden           |
| 4     | 16–17 września     | Kielce | Andrzej Godula        | ?                     | Andrzej Wojciechowski | Automobilklub Śląski |
| 5     | 21–22 października | Poznań | Ulli Melkus           | ?                     | Ulli Melkus           | MC Dresden           |

## Klasyfikacja kierowców
| Legenda oznaczeń w tabelach wyników Wyświetl szablon na nowej stronie | Legenda oznaczeń w tabelach wyników Wyświetl szablon na nowej stronie                                                                     |
| Oznaczenie                                                            | Wyjaśnienie |
| --------------------------------------------------------------------- | --- |
| Złoty                                                                 | Zwycięzca lub mistrzostwo |
| Srebrny                                                               | 2. miejsce lub wicemistrzostwo |
| Brązowy                                                               | 3. miejsce lub II wicemistrzostwo |
| Zielony                                                               | Ukończył, punktował (w klasyfikacji generalnej, gdy zdobył co najmniej jeden punkt na przestrzeni sezonu, poza trzema powyższymi opcjami) |
| Niebieski                                                             | Ukończył, nie punktował (w klasyfikacji generalnej, gdy nie zdobył co najmniej jednego punktu na przestrzeni sezonu)                      |
| Czerwony                                                              | Nie zakwalifikował się (NZ) |
| Czerwony                                                              | Nie prekwalifikował się (NPK) |
| Różowy                                                                | Nie ukończył (NU) |
| Różowy                                                                | Niesklasyfikowany (NS) (w klasyfikacji generalnej, gdy nie został sklasyfikowany w żadnym wyścigu sezonu)                                 |
| Czarny                                                                | Zdyskwalifikowany (DK) |
| Czarny                                                                | Wykluczony (WYK/EX) |
| Biały                                                                 | Nie wystartował (NW) |
| Biały                                                                 | Kontuzjowany (K/INJ) |
| Biały                                                                 | Wyścig odwołany (OD/C) |
| Bez koloru                                                            | Został wycofany (WYC/WD) |
| Bez koloru                                                            | Nie przybył (NP/DNA) |
| Bez koloru                                                            | Nie brał udziału w treningach (NT/DNP) |
| Bez koloru                                                            | Nie został zgłoszony (–) |
| Pogrubienie                                                           | Start z pole position |
| Kursywa                                                               | Najszybsze okrążenie wyścigu |
| †                                                                     | Nie ukończył, ale jego rezultat został zaliczony ze względu na przejechanie więcej niż 90% dystansu wyścigu.                              |
| *                                                                     | Sezon w trakcie |
| 1/2/3                                                                 | Punktowana pozycja w sprincie kwalifikacyjnym                                                                                             |
| Lista systemów punktacji Formuły 1                                    | |

| Poz.                                          | Kierowca                | Zespół                        | KIE | POZ | TOR | KIE | POZ | Punkty |
| --------------------------------------------- | ----------------------- | ----------------------------- | --- | --- | --- | --- | --- | ------ |
| 1                                             | Andrzej Wojciechowski   | Automobilklub Śląski          | 1   | NU  | 2   | 1   | 5   | 95     |
| 2                                             | Mariusz Podkalicki      | Automobilklub Szczeciński     | -   | 4   | 5   | 3   | 6   | 69     |
| 3                                             | Tomasz Sikora           | Automobilklub Kielecki        | 8   | -   | 3   | 6   | 7   | 54     |
| 4                                             | Artur Skwarzyński       | Autoklub Rzemieślnik Warszawa | 6   | 5   | 8   | 7   | 8   | 50     |
| 5                                             | Cezary Czub             | AP Warszawa                   | -   | NU  | NU  | 2   | 4   | 45     |
| 6                                             | Grzegorz Kamiński       | Automobilklub Toruński        | 5   | 3   | NU  | 15  | NU  | 39     |
| 7                                             | Andrzej Godula          | Automobilklub Krakowski       | 2   | NU  | 4   | NU  | -   | 37     |
| 8                                             | Tomasz Jeromin          | Automobilklub Świętokrzyski   | NU  | 9   | 6   | 5   | NU  | 35     |
| 9                                             | Kazimierz Sołtowski     | Automobilklub Szczeciński     | -   | 6   | NU  | 4   | -   | 30     |
| 10                                            | Jarosław Podsiadło      |                               | 12  | 10  | 13  | -   | 9   | 27     |
| 11                                            | Ireneusz Trzeszczkowski |                               | 10  | 11  | 9   | 10  | -   | 27     |
| 12                                            | Piotr Lenartowicz       |                               | 9   | 7   | NU  | NU  | -   | 20     |
| 13                                            | Bogdan Pawlak           |                               | -   | -   | 7   | 9   | NU  | 18     |
| 14                                            | Eugeniusz Zarzycki      | Autoklub Rzemieślnik Warszawa | 3   | NU  | NU  | -   | -   | 17     |
| 15                                            | Andrzej Podsiadło       |                               | 11  | -   | 14  | 8   | -   | 16     |
| 16                                            | Hieronim Kochański      | Autoklub Rzemieślnik Warszawa | 4   | NU  | NU  | -   | NU  | 15     |
| 17                                            | Jerzy Dyszy             | Autoklub Rzemieślnik Warszawa | -   | -   | 11  | -   | 10  | 15     |
| 18                                            | Andrzej Wodziński       |                               | -   | 12  | 10  | -   | NU  | 13     |
| 19                                            | Ryszard Zygmunt         |                               | NU  | 8   | -   | -   | -   | 11     |
| 20                                            | Piotr Górecki           | Automobilklub Morski          | 7   | NU  | NU  | -   | -   | 9      |
| 21                                            | Przemysław Walknowski   |                               | -   | -   | -   | -   | 11  | 8      |
| 22                                            | Andrzej Grabowski       |                               | -   | NU  | 12  | 14  | NU  | 7      |
| 23                                            | Witold Witkowski        |                               | NU  | NU  | -   | 11  | -   | 5      |
| 24                                            | Tytus Tuszyński         |                               | -   | NU  | -   | 12  | -   | 4      |
| 25                                            | Janusz Sączyński        |                               | -   | -   | -   | 13  | NU  | 3      |
| NS                                            | Jacek Szmidt            | Automobilklub Toruński        | NU  | NU  | -   | -   | -   | 0      |
| NS                                            | Andrzej Fontański       |                               | NU  | -   | NU  | NU  | NU  | 0      |
| NS                                            | Krzysztof Godwod        |                               | NU  | NU  | NU  | -   | -   | 0      |
| NS                                            | Adam Sowa               |                               | -   | NU  | -   | -   | -   | 0      |
| NS                                            | Robert Gajór            |                               | -   | NU  | -   | -   | -   | 0      |
| NS                                            | Ryszard Plucha          |                               | -   | -   | NU  | -   | NU  | 0      |
| Kierowcy niedopuszczeni do zdobywania punktów |                         |                               |     |     |     |     |     |        |
| NS                                            | Ulli Melkus             | MC Dresden                    | NU  | -   | 1   | -   | 1   | 0      |
| NS                                            | Hans-Dieter Kessler     | Kali Merkers                  | -   | 1   | -   | -   | 3   | 0      |
| NS                                            | Hans-Jürgen Vogel       | MC Carl-Zeiss Jena            | -   | 2   | -   | -   | -   | 0      |
| NS                                            | Henrik Opitz            | MC Dresden                    | -   | -   | -   | -   | 2   | 0      |
| NS                                            | Miroslav Tiliak         |                               | NU  | -   | -   | NU  | -   | 0      |
| NS                                            | Chris Vogler            |                               | NU  | -   | NU  | -   | -   | 0      |
| NS                                            | Tilo Börner             | MC Gröditz                    | -   | NU  | -   | -   | NU  | 0      |
| NS                                            | Jens Smollich           | MC Dresden                    | -   | NU  | -   | -   | -   | 0      |
| NS                                            | Aleksandr Romaszin      | DOSAAF Borysów                | -   | -   | -   | NU  | -   | 0      |